# Tamaryna siodłata
Tamaryna siodłata (Saguinus fuscicollis) – gatunek ssaka naczelnego z rodziny pazurkowcowatych (Callithrichidae).

## Taksonomia
Gatunek po raz pierwszy formalnie opisał w 1823 roku niemiecki przyrodnik Johann Baptist von Spix nadając mu nazwę Midas fuscicollis. Miejsce typowe wedługo oryginalnego opisu to obszar „niedaleko wsi St. Pauli lub Olivença w lasach pomiędzy rzekami Solimöens i Içato” (łac. Vitam degit prope pagum St. Pauli sive Olivença in sylvis flumina Solimöens inter et Iça intermediis), ograniczone w 1977 roku przez Philipa Hershkovitza do obszaru w pobliżu São Paulo de Olivenga ale na południe od rzeki Solimões, Brazylia. Trzy syntypy zebrane przez Spixa znajdują się w zbiorach Zoologische Staatssammlung München: zamontowane skóry z czaszką w środku dwóch dorosłych osobników o nieznanej płci (sygnatury ZSM 12 i 13) oraz zamontowana skóra z czaszką w środku dorosłej samicy (sygnatura ZSM 5).
Takson umieszczany w rodzaju Leontocebus lub Saguinus; przynależność rodzajowa wymaga dalszych badań. Dużą część gatunków w obrębie rodzaju Saguinus traktowano dawniej jako podgatunki S. fuscicolls. Molekularna analiza genetyczna przeprowadzona w 2011 roku wykazała, że traktowane jako podgatunki taksony lagonotus, tripartitus, nigrifrons i weddelll są odrębnymi gatunkami. Podgatunki ze środkowej części brazylijskiej Amazonii nie doczekały się jeszcze podobnych analiz opartych na genetyce molekularnej i domyślnie pozostają podgatunkami L. fuscicollis.
Autorzy Illustrated Checklist of the Mammals of the World rozpoznają cztery podgatunki. Podstawowe dane taksonomiczne podgatunków (oprócz nominatywnego) przedstawia poniższa tabelka:
| Podgatunek        | Oryginalna nazwa                 | Autor i rok opisu                         | Miejsce typowe | Holotyp |
| ----------------- | -------------------------------- | ----------------------------------------- | --- | --- |
| S. f. avilapiresi | Saguinus fuscicollis avilapiresi | Hershkovitz, 1966                         | Ujście Boca Lago de Tefe, rzeka Solimões, Amazonas, Brazylia. | Skóra i czaszka dorosłej samicy (sygnatura AMNH M-78959) ze zbiorów Amerykańskiego Muzeum Historii Naturalnej; okaz zebrany 15 lipca 1928 roku przez rodzinę Olalla.                                                                  |
| S. f. mura        | Saguinus fuscicollis mura        | Röhe, J.D. Silva, Sampaio & Rylands, 2009 | Campina Tupana, na północ (na lewym brzegu) dopływu rzeki Tupana do rzeki Madera, międzyrzecze najniższego (najbardziej na północ) biegu rzek Madera i Purús, 4°09′26,5″S 60°07′56,0″W/-4,157361 -60,132222, Amazonas, Brazylia. | Skóra, czaszka, szkielet pozaczaszkowy i próbki tjanek miękkich dorosłego samca (sygnatura INPA 5666) ze zbiorów Instituto Nacional de Pesquisas da Amazônia; okaz zebrany 3 lipca 2007 roku przez Fábio Röhego.                      |
| S. f. primitivus  | Saguinus fuscicollis primitivus  | Hershkovitz, 1977                         | Rzeka Juruá, Amazonas, Brazylia. | Skóra i czaszka dorosłej samicy ze zbiorów Muzeum Narodowego Brazylii; okaz schwytany żywcem 17 kwietnia 1957 roku przez C. Lako i wystawiony w Jardim Zoológico do Rio de Janeiro, po śmierci przekazany Muzeum Narodowemu Brazylii. |

### Etymologia
- Saguinus: fr. sagouin „pazurczatka”, być może od brazylijskiej, lokalnej nazwy sahui, używanej w okolicach Bahia[18].
- fuscicollis: łac. fuscus „ciemny, brązowy”; nowołac. -collis „-szyjy, -gardły”, od łac. collum „szyja”[19].
- avilapiresi: prof. dr. Fernando Dias de Avila Pires (ur. 1933), brazylijski zoolog[20].
- mura: Mura, tubylcza ludność z dorzecza rzek Purus i Madeira[21]
- primitivus: łac. primitivus „prymitywny, najwcześniejszy w swoim rodzaju”, od primus „pierwszy, przedni”, forma wyższa od prior, prius „pierwszy”[22].

## Zasięg występowania
Tamaryna siodłata występuje w zależności od podgatunku:
- S. fuscicollis fuscicollis – tamaryna siodłata – zachodnia Brazylia (stany Acre i Amazonas) i Peru, na południe od rzeki Solimões, między rzeką Javari na zachodzie, na wschód przez dorzecze rzeki Jutaí do rzeki Juruá (lewy brzeg), również w Peru, na zachód od rzeki Javari aż do rzeki Tapiche, wschodni dopływ Ucayali i ciągnąc się stamtąd na północ aż do Yuraqmayu (lewy brzeg), gdzie styka się z zasięgiem występowaniem L. nigrifrons (prawy brzeg Yuraqmayu).
- S. fuscicollis avilapiresi – tamaryna amazońska – zachodnia Brazylia w stanie Amazonas (miejsce typowe: ujście Lago de Tefé, rzeka Solimoes), wzdłuż na południe od rzeki Solimoes między rzekami Juruá i Purús, w tym dorzecza rzek Urucu i Coan oraz prawdopodobnie rzeki Tefé; południowe granice zasięgu nieznane, ale prawdopodobnie występuje na północnym brzegu rzeki Tapaua, dopływie rzeki Purus.
- S. fuscicollis mura – tamaryna indiańska – środkowa Brazylia (stan Amazonas), międzyrzecze rzek Madeira i Purús, na południe od Amazonki, prawdopodobnie na południe do rzeki Igapó-Açú.
- S. fuscicollis primitivus – zachodnia Brazylia (stan Amazonas), prawdopodobnie rozciągający się od lewego brzegu rzeki Pauiní, wzdłuż lewego brzegu górnego biegu rzeki Purus, na północ do rzeki Tapauá (prawy brzeg), aż po skrajnie zachodni prawy brzeg rzeki Juruá i rzeki Tarauaca.

## Morfologia
Długość ciała (bez ogona) około 21 cm, długość ogona około 32 cm; masa ciała średnio 333 g (n = 23). Barwa bardzo zmienna, głównie ciemnobrązowa z delikatnym jasnobrązowym lub płowożółtym marmurkowaniem na grzbiecie, tworzącym wyraźnie wyróżnione „siodło”; ogon ciemnobrązowawo-czarny; policzki pokryte białymi włosami. Jeden z podgatunków jest w całości biały. Czoło, ciemię i policzki mają długie futro. W przeciwieństwie do niektórych spokrewnionych gatunków, nie ma wąsów.

## Ekologia

### Pożywienie
Owady, pająki, małe jaszczurki, młode ptaki, ptasie jaja, pędy, owoce, nektar i kwiaty.

### Rozród
1-2, rzadziej 3 młode w miocie, po ciąży trwającej 140-145 dni.

### Inne informacje
Długość życia ponad 10 lat. Dobrze się wspina, jest bardzo zwinna, ale nie lubi wody; z populacji rozdzielonych systemami rzecznymi rozwinęło się wiele oddzielnych podgatunków. Żyje w małych grupach. Samce tamaryn są dobrymi ojcami - asystują przy porodzie, pomagają wychować młode, opiekują się nimi pomiędzy posiłkami oraz myją je i czyszczą.

## Poziom zagrożenia
Gatunek liczny i szeroko rozprzestrzeniony. Nie stwierdzono istotnych czynników zagrażających stabilności populacji. W Czerwonej księdze gatunków zagrożonych Międzynarodowej Unii Ochrony Przyrody i Jej Zasobów został zaliczony do kategorii LC (ang. least concern ‘najmniejszej troski’).